# William Easterly
William Russell Easterly (7 de setembro de 1957) é um economista americano, especializado em desenvolvimento econômico. Ele é professor de economia na Universidade de Nova York, em conjunto com a Africa House, e codiretor do Development Research Institute da NYU. Ele é pesquisador associado do NBER, membro sênior do Bureau for Research and Economic Analysis of Development (BREAD) da Duke University e membro sênior não residente da Brookings Institution em Washington D. C.. Easterly é editor associado do Journal of Economic Growth.
Easterly é autor de três livros: The Elusive Quest for Growth: Economists' Adventures and Misadventures in the Tropics (2001); O fardo do homem branco: por que os esforços do Ocidente para ajudar o resto fizeram tanto mal e tão pouco bem (2006), que ganhou o Prêmio Hayek de 2008; e The Tyranny of Experts: Economists, Dictators, and the Forgotten Rights of the Poor (2014), que foi finalista do Prêmio Hayek de 2015.

## Biografia
Nascido na West Virginia e criado em Bowling Green, Ohio, Easterly recebeu seu bacharelado da Bowling Green State University em 1979 e seu Ph.D. em economia do MIT em 1985. De 1985 a 2001 trabalhou no Banco Mundial como economista e consultor sênior da Divisão de Macroeconomia e Crescimento; ele também foi professor adjunto na Escola Paul H. Nitze de Estudos Internacionais Avançados.
Easterly trabalhou no Institute for International Economics e no Center for Global Development até 2003, quando começou a lecionar na Universidade de Nova York.

## Trabalho acadêmico
Easterly trabalhou em muitas áreas do mundo em desenvolvimento e em algumas economias em transição, principalmente na África, América Latina e Rússia.
Easterly é cético em relação a muitas das tendências comuns no campo da ajuda externa. Em The Elusive Quest for Growth, ele analisa as razões pelas quais a ajuda externa a muitos países do terceiro mundo não conseguiu produzir um crescimento sustentável. Ele revisou as muitas “panaceias” que foram tentadas desde a Segunda Guerra Mundial, mas tiveram pouco a mostrar por seus esforços. Entre eles está um que recentemente voltou à moda: o alívio da dívida. Esse remédio já foi tentado muitas vezes antes, argumenta ele, com resultados negativos mais frequentemente do que positivos, e exige um processo mais minucioso.
O trabalho de Easterly foi discutido em meios de comunicação como National Public Radio, BBC, New York Times, Wall Street Journal, Washington Post, The Economist, The New Yorker, Forbes, Business Week, Financial Times e Christian Science Monitor.